# Molippa
Genre
Le genre Molippa regroupe des papillons appartenant à la famille des Saturniidae.

## Liste d'espèces
Selon NCBI (24 mai 2011) :
- Molippa nibasa
- Molippa simillima
- Molippa tusina